# Parapolynema
Parapolynema is een geslacht van vliesvleugeligen uit de familie Mymaridae. De wetenschappelijke naam van dit geslacht is voor het eerst geldig gepubliceerd in 1982 door Fidalgo.

## Soorten
Het geslacht Parapolynema omvat de volgende soorten:
- Parapolynema sagittifer Fidalgo, 1982
- Parapolynema tucumanum Fidalgo, 1991